# Charlotte Niese
Charlotte Niese (Burg auf Fehmarn, 1854. június 7. – Altona, 1935. december 8.) német költő és író, Benedikt Niese húga. Altonában élt és dolgozott; többnyire Lucian Bürger álnéven irta műveit.

## Művei
- Cajus Rungholt; Lucian Bürger álnéven
- Licht und Schatten (Fény és árnyékok, 1895)
- Vergangenheit – Erzählung aus der Emigrantenzeit (1902)
- Stadt, in der ich wohne (1908)
- Minette von Söhlenthal (1909)
- Allerlei Schicksale
- Als der Mond in Dorotheens Zimmer schien
- Aus dänischer Zeit (Bilder und Skizzen, Erinnerungen an die Kindheit in Burg)
- Aus schweren Tagen
- Das Lagerkind (Geschichte aus dem deutschen Krieg, 1914), történetek a német háborúból
- Der Verrückte Flinsheim und Zwei Andere Novellen (1914)
- Barbarentöchter (Eine Erzählung aus der Zeit des Weltkrieges, published 1915)
- Das Tagebuch der Ottony von Kelchberg
- Die Allerjüngste
- Die Hexe von Mayen
- Er und Sie
- Geschichten aus Holstein
- Nesthäkchen Gretel – Eine von den Jüngsten
- Reisezeit
- Von denen, die daheim geblieben
- Was Mahlmann erzählte
- Was Michel Schneidewind als Junge erlebte
- Vom Kavalier und seiner Nichte (1919)
- Von Gestern und Vorgestern – Lebenserinnerungen (1924)
- Die Reise der Gräfin Sibylle (1926)
- Schloß Emkendorf (1928)
- Unter dem Joch des Korsen – Volksstück in 5 Aufzügen

Legtöbb műve a Die Gartenlaube című családi folyóiratban jelent meg. Egyes műveit több nyelvre (például flamandra) is lefordították.